# Hrabstwo Calhoun (Iowa)

Piramida wieku hrabstwa

Hrabstwo Calhoun – hrabstwo położone w USA w stanie Iowa z siedzibą w mieście Rockwell City. Założone w 1855 roku.

## Miasta i miejscowości
| - Farnhamville - Jolley - Knierim - Lake City | - Lohrville - Lytton - Manson | - Pomeroy - Rinard - Rockwell City | - Somers - Twin Lakes (CDP) - Yetter |

## Gminy
| - Butler - Calhoun - Cedar - Center | - Elm Grove - Garfield - Greenfield - Jackson | - Lake Creek - Lincoln - Logan - Reading | - Sherman - Twin Lakes - Union - Williams |

## Drogi główne
- U.S. Highway 20
- Iowa Highway 4
- Iowa Highway 7
- Iowa Highway 175

## Sąsiednie hrabstwa
- Hrabstwo Pocahontas
- Hrabstwo Webster
- Hrabstwo Greene
- Hrabstwo Carroll
- Hrabstwo Sac